# Districtul Mchinji
Mchinji este un district  în   statul Malawi. Reședința sa este orașul Mchinji.